# غار پمپاژ
غار پمپاژ مربوط به دوران فرادیرینه‌سنگی است و در شهرستان مرودشت، بخش درودزن، دهستان رامجرد (۲)، غرب روستای فتح‌آباد، ۳۰۰ متری سازمان آب رسانی فارسپمپاژ شماره ۱ واقع شده و این اثر در تاریخ ۳۰ بهمن ۱۳۸۶ با شمارهٔ ثبت ۲۰۹۴۴ به‌عنوان یکی از آثار ملی ایران به ثبت رسیده است.